# Verdensarvskomiteen
Verdensarvskomiteen (engelsk: World Heritage Committee) udvælger de steder, der skal opføres som UNESCOs verdensarvssteder, herunder verdensarvslisten og listen over verdensarv i fare, definerer brugen af Verdensarvsfonden og tildeler økonomisk bistand efter anmodning fra deltagerstaterne. Den består af repræsentanter fra 21 stater, som vælges af deltagerstaternes generalforsamling for en fireårig periode. Medlemmerne stemmer om beslutninger og forslag relateret til Verdensarvskonventionen og Verdensarvslisten.
Ifølge Verdensarvskonventionen er et udvalgsmedlems mandatperiode seks år. Imidlertid vælger mange statsparter frivilligt at begrænse deres periode til fire år for at give andre deltagerstater mulighed for at deltage. Alle medlemmer valgt på den 15. generalforsamling (2005) valgte frivilligt at reducere deres mandatperiode fra seks til fire år.
Verdensarvskomiteens drøftelser er hjulpet af tre rådgivende organer, IUCN, ICOMOS (International Council on Monuments and Sites) og ICCROM (International Centre for the Study of the Preservation and Restoration of Cultural Property).

## Sessioner
Verdensarvskomiteen mødes en gang om året til en ordinær session for at diskutere forvaltningen af eksisterende verdensarvssteder og acceptere nomineringer fra lande. Ekstraordinært møde kan indkaldes efter anmodning fra to tredjedele af staternes medlemmer af kommitéen. Møder afholdes i hjemlandet til et af statsmedlemmerne af Verdensarvskomiteen på deres invitation. Rotation mellem regioner og kulturer er en overvejelse for udvælgelsen, og stedet for den næste session vælges af udvalget ved afslutningen af hver session.

## Bureau
Ved afslutningen af hver ordinær samling vælger udvalget en formand, fem næstformænd og en ordfører blandt de medlemmer, hvis valgperiode fortsætter til næste møde. Disse er kendt som Bureauet, og deres repræsentanter er ansvarlige for at koordinere arbejdet i Verdensarvskomiteen, herunder fastsættelse af datoer, tidspunkter og rækkefølgen af forretningsmøder.

## Afstemning
Hvert medlem af Verdensarvskomiteen har én stemme. Beslutninger kræver simpelt flertal og undladelser regnes som ikke-stemme. Afstemninger afgives ved håndsoprækning, medmindre der er anmodet om en hemmelig afstemning af enten formanden eller to eller flere staters medlemmer.

## Kritik
Der er blevet påstået en stigende politisering af verdensarvskomiteens beslutninger til skade for bevaringsmålene, især med hensyn til nye nomineringer til verdensarvslisten, men også med hensyn til områder til listen over verdensarv i fare. I 2010 indgav en række stater bl.a. Ungarn, Schweiz og Zimbabwe en officiel protest mod en sådan politisering.
En ekstern revision nedsat af Verdensarvskomiteen for dens globale strategi for verdensarvslisten konkluderede i 2011, at politiske overvejelser faktisk havde indflydelse på beslutninger. Den bemærkede, at sammensætningen af udvalgsrepræsentanter var skiftet fra eksperter til diplomater på trods af verdensarvskonventionens artikel 9, og fandt, at udtalelser fra rådgivende organer ofte afveg fra verdensarvskomiteens beslutninger.
I 2016 tilbagekaldte Israel sin UNESCO-ambassadør, efter at Verdensarvskomiteen vedtog en resolution i en hemmelig afstemning, der kun henviste til et af Jerusalems helligste steder, Tempelbjerget, som et "muslimsk helligt sted for tilbedelse", uden at nævne, at jøder og kristne ærer stedet.